# Marmion Lake
Marmion Lake är en sjö i Kanada.   Den ligger i Rainy River District och provinsen Ontario, i den sydöstra delen av landet, 1 300 km väster om huvudstaden Ottawa. Marmion Lake ligger 414 meter över havet.
I omgivningarna runt Marmion Lake växer i huvudsak blandskog. Trakten runt Marmion Lake är nära nog obefolkad, med mindre än två invånare per kvadratkilometer.